# 키르기스스탄의 국기
키르기스스탄의 국기는 1992년 3월 3일에 제정되었으며, 현재의 국기 디자인은 2023년 12월 22일에 수정되었다. 붉은색 바탕에 노란색 태양이 그려져 있다.
붉은색은 용기를, 노란색 태양은 평화와 풍요로움을 의미한다. 40개의 햇살은 키르기스인의 40개 부족을 나타내며 햇살의 반은 시계 방향, 햇살의 나머지 반은 시계 반대 방향을 향하고 있다.
노란색 태양 안에는 세 줄로 이루어진 두 세트의 선으로 교차하고 있는데, 이는 키르기스스탄 유목민들의 전통적인 천막인 유르트를 의미한다.

## 색상
| 색상 | 빨강              | 노랑                |
| ---- | ----------------- | ------------------- |
| RGB  | 255–0–0 (#FF0000) | 255–255–0 (#FFFF00) |

## 그 외의 기

키르기스스탄의 대통령기
키르기스스탄의 정부기
키르기스스탄의 국경수비대기 (앞면)
키르기스스탄의 국경수비대기 (뒷면)
키르기스스탄의 군기

## 이전의 국기

키르기스 소비에트 사회주의 자치 공화국의 국기 (1920년-1925년)
키르기스 소비에트 사회주의 자치 공화국의 국기 (1929년-1937년)
키르기스 소비에트 사회주의 공화국의 국기 (1936년-1940년)
키르기스 소비에트 사회주의 공화국의 국기 (1940년-1952년)
키르기스 소비에트 사회주의 공화국의 국기 (1952년-1991년)
키르기스스탄의 국기 (1991년-1992년)
키르기스스탄의 국기 (1992년-2023년)

## 같이 보기
- 텡그리 신앙